# Лівер Марія Володимирівна
Марі́я Володи́мирівна Лі́вер (нар. 11 листопада 1990, Полтава) — українська плавчиня, майстриня спорту з плавання. Чемпіонка Літньої Універсіади 2015.

## Коротка біографія
Почала займатися плаванням 1996 року у ДЮСШ «Дельфін» Полтави. Навчалася в Дніпропетровській обласній школі вищої спортивної майстерності.
Представляє фізкультурно-спортивне товариство «Спартак».

## Спортивні досягнення
Фіналістка чемпіонату Європи серед юніорів 2006 року в Пальма-де-Майорці — 4, 9 та 23 місця.
Чемпіонка Європи серед юніорів на дистанції 50 метрів брасом, Фіналістка I чемпіонату світу серед юніорів 2006 року у Бразилії — 5, 10, 16 та 17 місця.
Виборола ліцензію на право участі у XXX літніх Олімпійських іграх 2012 року у Лондоні за підсумками світового рейтингу.
Учасниця Олімпійських Ігор у Лондоні 2012 року.
Фіналістка чемпіонату Європи на дистанції 50 метрів брасом 2012 року у Будапешті.
Фіналістка Всесвітньої Універсіади 2013 року у Казані: 50 м брас — 5 місце, 100 м брас — 8 місце.
3 серпня 2013 року встановила рекорд України і пройшла у півфінал чемпіонату світу з водних видів спорту, що проходить у Барселоні. Бронзова призерка на дистанції 50 метрів брасом з результатом 31,40 секунди міжнародного турніру «Маре Нострум» 2013 року у Барселоні.
Ставала багаторазовою чемпіонкою та рекордсменкою чемпіонатів України.
Першою тренеркою була Кукальова Ірина Володимирівна. Тренувалася у заслуженого тренера Мкртчана Оганеса Хачатуровича. Тренується у Толокняник Світлани Віталіївни.
Дворазова рекордсменка України на дистанції 50 метрів брасом.
У вересні 2013 року збірна України завоювала І місце у командному заліку на XIV чемпіонаті Європи з плавання серед поліцейських. Звання «Найкраща плавчиня» чемпіонату отримала міліціонер полку патрульної служби Дніпропетровського міського управління міліції сержант міліції Марія Лівер.
Чемпіонка Літньої Універсіади 2015 у плаванні на 50 м брасом з результатом 30,73 с.